# جشمة جفتة تنغ الك (تشين)
جشمة جفتة تنغ الك (بالفارسية: چشمه جفته تنگ الک) هي قرية تقع في إيران في قسم تشین الريفي. يقدر عدد سكانها بـ 55 نسمة بحسب إحصاء 2016.